# ふたりで終わらせる/IT ENDS WITH US
『ふたりで終わらせる/IT ENDS WITH US』（ふたりでおわらせる イットエンヅウィズアス、It Ends with Us）は、2024年のアメリカ合衆国の恋愛映画。監督はジャスティン・バルドーニ、出演はブレイク・ライヴリーとジャスティン・バルドーニなど。原作はコリーン・フーヴァーの2016年の小説『世界の終わり、愛のはじまり』。

## キャスト
| 役名                   | 俳優                         | 日本語吹替 |
| ---------------------- | ---------------------------- | ---------- |
| リリー・ブルーム       | ブレイク・ライヴリー         | 甲斐田裕子 |
| ライル・キンケイド     | ジャスティン・バルドーニ     | 田所陽向   |
| アトラス               | ブランドン・スクレナー       | 梶裕貴     |
| アリッサ               | ジェニー・スレイト           | 廣田悠美   |
| 10代のリリー           | イザベラ・フェレール         | 甲斐田裕子 |
| 10代のアトラス         | アレックス・ニューステッター | 梶裕貴     |
| マーシャル             | ハサン・ミンハジ             |            |
| アンドリュー・ブルーム | ケヴィン・マクキッド         | 平林剛     |
| ジェニー・ブルーム     | エイミー・モートン           | 幸田直子   |
| 保安官                 | ロバート・クロヘシー         |            |
| ミズ・バイランド       | ロビン・ライヴリー           |            |
| ジュリー博士           | エミリー・バルドーニ         |            |

- 日本語吹替版その他出演：石井隆之、佐々木祐介、岡村明香、高梁りつ

- 日本語吹替版制作スタッフ 演出：前田茜、翻訳：川嶋加奈子、調整：首藤智愉、制作：東北新社

## 製作
2019年7月、ジャスティン・バルドーニは、自身の会社ウェイファーラー・スタジオを通じて同名小説の映画化の契約を締結させた。2023年1月、ブレイク・ライヴリーがリリー・ブルーム役にキャスティングされた。2023年4月、ブランドン・スクレナーがアトラス役にキャスティングされた。
2023年6月、2023年全米脚本家組合ストライキ(en)のため、制作は一時停止を余儀なくされた。撮影は2024年1月5日にニュージャージー州ジャージーシティのニューポート地区で再開された。

## ホームメディア
Sony PicturesよりDISCの販売とネットの配信が行われている。
- 『ふたりで終わらせる/IT ENDS WITH US』Blu-ray 発売日：ブルーレイ ＋ ＤＶＤ セット 発売日：2025年4月2日予定 品番:SPXF-1028
- 『ふたりで終わらせる/IT ENDS WITH US』DVD:レンタル専用 発売日：2025年4月2日予定 品番:SPDRJ-10028
- 『ふたりで終わらせる/IT ENDS WITH US』配信

## 作品の評価
Rotten Tomatoesによれば、192件の評論のうち高評価は54%にあたる104件で、批評家の一致した見解は「ぎこちないセリフのせいで台無しになってはいるものの、真摯に演じられている『ふたりで終わらせる/IT ENDS WITH US』は、メロドラマ的な原作の、より挑発的な要素を扱う際には意外にも最も優美な表現を見せている。」となっている。Metacriticによれば、42件の評論のうち、高評価は15件、賛否混在は23件、低評価は4件で、平均点は100点満点中53点となっている。